# Club Deportivo Morón
Il Club Deportivo Morón o semplicemente Deportivo Morón è una società polisportiva argentina, fondata il 20 giugno 1947 a Morón, in provincia di Buenos Aires. Nota principalmente per la sua squadra di calcio la quale attualmente milita in Primera B Nacional, la seconda serie del campionato argentino di calcio.
La squadra di calcio ha militato per una sola stagione in Primera División, nella stagione 1969.

## Strutture

### Stadio
Il Deportivo Morón gioca le partite interne nello stadio Nuevo Francisco Urbano, più noto come El Gallinero, situato a Morón ed inaugurato nel 2013; esso ha una capienza di 19 000 spettatori.

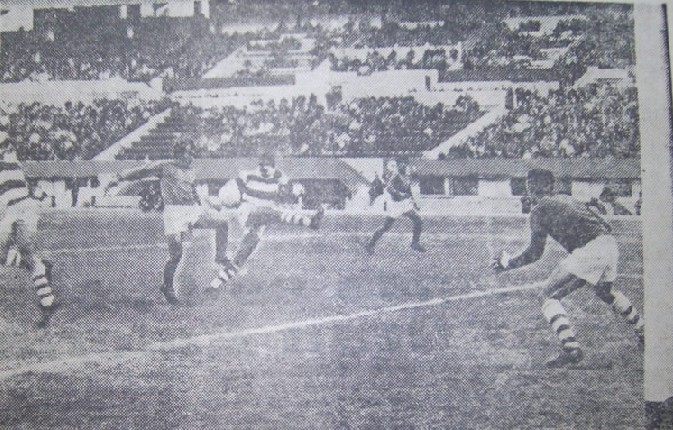
Deportivo Morón contro River Plate nel 1969

## Società

### Sponsor
| Abbigliamento tecnico - Olan (1990-1998) - Sport 2000 (1994-2004) - Topper (2005-2009) - Diadora (2010-2011) - TBS (2011-?) | Sponsor ufficiale - Fideos devoto (1985–1989) - MyBeef (1990-2002) - Bingo Royal (2003-2006) - Bingo Morón (2006-oggi) - Empresa 216 S.A (2005-oggi) - Grupo Codere (2007-oggi) - 5 Hispanos (2009-oggi) - Maxipastas (2009-oggi) |

## Allenatori e presidenti
- 1947-1948 - Filiberto Ferrante
- 1948-1949 - Miguel Piantoni
- 1949-1950 - Alejandro Imposti
- 1950-1952 - Vicente Natera
- 1952-1953 - Alfredo Guerrieri
- 1953-1954 - Lorenzo Capelli
- 1957-1958 - Juan Káiser
- 1958-1959 - Francisco Acosta Ramírez
- 1959-1964 - Francisco Urbano
- 1964-1966 - Víctor Ramallo
- 1966-1968 - Francisco Urbano
- 1968-1971 - Virgilio Machado Ramos
- 1971-1972 - Manuel Aguirre
- 1972-1973 - Francisco Urbano
- 1978-1980 - José Luís Capurro
- 1980-1984 - Virgilio Machado Ramos
- 1984-1986 - José Luis Capurro
- 1986-1987 - Rubén Grosso
- 1987-1993 - Virgilio Machado Ramos
- 1993-1996 - Hugo Toschi
- 1996-1997 - Néstor Achinelli
- 1997 - Hugo Toschi
- 1997-2000 - Juan Jorge Ruiz
- 2000-2001 - Alberto Samid
- 2001-2004 - Roque Capricciuolo
- 2004-2010 - Alberto Meyer
- 2010-attuale - Jorge Ruiz

## Palmarès

### Competizioni nazionali
- Cuadrangular (Deportivo Morón - Luján - Bolívar - Bragado): 1948.
- Copa Coronel Mercante: 1948.
- Copa Decagonal Ministerio de Salud Pública: 1949.
- Liga de Asociación de Fútbol de Morón: 1950.
- Primera B: 1970, 1989/1990, 2016/2017.
- Primera C: 1959, 1980.
- Primera D: 1955.

### Altri piazzamenti
- Copa Argentina:

Semifinalista: 2016-2017

## Statistiche e record

### Partecipazione ai campionati nazionali
| Categoria | Partecipazioni | Debutto | Ultima stagione |
| --------- | -------------- | ------- | --------------- |
| 1º        | 1              | 1969    | 1969            |
| 2º        | 33             | 1960    | 1999-2000       |
| 3º        | 21             | 1956    | 2010-2011       |
| 4º        | 4              | 1951    | 1955            |

- Categoria 2º: Primera B (1935-1986) - Primera B Nacional (1986-oggi)
- Categoria 3º: Primera C (1935-1986) - Primera B Metropolitana (1986-oggi)
- Categoria 4º: Primera D (1935-1986) - Primera C (1986-oggi)

### Statistiche di squadra
- Miglior vittoria: 9 - 2 contro Tiro Federal nel 1958.
- Peggior sconfitta: 1 - 8 contro Central Córdoba nel 1951.
- Capocannoniere:  Damián Akerman (154).
- Maggior numero di presenze: ?.

## Organico

### Giocatori in rosa
Aggiornato al 12 febbraio 2020
| N. |                      | Ruolo | Calciatore         |
| -- | -------------------- | ----- | ------------------ |
|    | Argentina (bandiera) | P     | Bruno Galván       |
|    | Argentina (bandiera) | P     | Julio Salvá        |
|    | Argentina (bandiera) | D     | Mariano Bracamonte |
|    | Argentina (bandiera) | D     | Cristian Broggi    |
|    | Argentina (bandiera) | D     | Matías Cortave     |
|    | Argentina (bandiera) | D     | Facundo Gómez      |
|    | Argentina (bandiera) | D     | Laureano Grandis   |
|    | Argentina (bandiera) | D     | Francisco Oliver   |
|    | Argentina (bandiera) | D     | Nicolás Martínez   |
|    | Argentina (bandiera) | D     | Emiliano Mayola    |
|    | Argentina (bandiera) | C     | Fabricio Alvarenga |
|    | Argentina (bandiera) | C     | José D'Angelo      |
|    | Argentina (bandiera) | C     | Dylan Glaby        |

| N. |                      | Ruolo | Calciatore         |
| -- | -------------------- | ----- | ------------------ |
|    | Argentina (bandiera) | C     | Matías Nizzo       |
|    | Argentina (bandiera) | C     | Lucas Pérez Godoy  |
|    | Argentina (bandiera) | C     | Nicolás Ramírez    |
|    | Argentina (bandiera) | C     | Cristian Lillo     |
|    | Argentina (bandiera) | C     | Iván Álvarez       |
|    | Argentina (bandiera) | C     | Agustín Lavezzi    |
|    | Argentina (bandiera) | C     | Nisim Vergara      |
|    | Argentina (bandiera) | A     | Damián Akerman     |
|    | Uruguay (bandiera)   | A     | Mauricio Alonso    |
|    | Argentina (bandiera) | A     | Esteban Ciaccheri  |
|    | Svizzera (bandiera)  | A     | Kevin Gissi        |
|    | Argentina (bandiera) | A     | Agustín Mansilla   |
|    | Argentina (bandiera) | A     | Guillermo Villalba |

#### Staff tecnico
- Allenatore: Oscar Blanco.
- Allenatore in 2ª: Rubén Adrian Longo.
- Preparatore atletico: Fernando Pontoriero.
- Medico: Mario Del Percio.
- Massaggiatore: Jorge Lunaschi.
- Aiutantes: Miguel Medina, Gastón Medina, Gustavo Jofré.

### Rose delle stagioni precedenti
- 2010-2011

## Altri sport
- Pallacanestro
- Pugilato
- Taekwondo
- Kenpō
- Full contact
- Kickboxing
- Pattinaggio artistico a rotelle